# Markus Thorandt
Markus Thorandt (ur. 1 kwietnia 1981 w Augsburgu) – niemiecki piłkarz występujący na pozycji obrońcy. Zawodnik klubu FC St. Pauli.

## Kariera
Thorandt treningi rozpoczął w wieku 5 lat w klubie TSV Königsbrunn. W 1997 roku przeszedł do juniorskiej ekipy zespołu FC Augsburg. W 2000 roku został włączony do jego pierwszej drużyny, grającej w Oberlidze Bayern. W 2002 roku awansował z klubem do Regionallidze Süd. W 2006 roku awansował z nim do 2. Bundesligi. Wówczas odszedł do TSV 1860 Monachium, również z 2. Bundesligi. W tych rozgrywkach zadebiutował 22 października 2006 roku w przegranym 0:1 spotkaniu z 1. FC Kaiserslautern. 3 grudnia 2006 roku w przegranym 1:5 pojedynku z SpVgg Unterhaching strzelił pierwszego gola w 2. Bundeslidze. W TSV Thorandt spędził 3 lata.
W 2009 roku został graczem innego drugoligowego zespołu, FC St. Pauli. W 2010 roku awansował z nim do Bundesligi. Pierwszy mecz zaliczył w niej 21 sierpnia 2009 roku przeciwko ekipie SC Freiburg (3:1). 21 listopada 2010 roku w zremisowanym 1:1 spotkaniu z VfL Wolfsburg zdobył pierwszą bramkę w Bundeslidze.